# Zawadka (Miechów)
Pour les articles homonymes, voir Zawadka.
Zawadka est une localité polonaise de la gmina de Gołcza, située dans le powiat de Miechów en voïvodie de Petite-Pologne.